# الده زوریلا
الده زوریلا (انگلیسی: Elady Zorrilla؛ زادهٔ ۱۳ ژوئیهٔ ۱۹۹۰) بازیکن فوتبال اهل اسپانیا است.